# Mesen (artes marciais)
Mesen (目線), metsuke (目突け ou 眼突け) ou chakugan (着眼), é a linha de visão coerente que um carateca deve ter ao realizar um movimento, isto é, trata-se do ponto focal para onde se deve olhar quando uma técnica (de ataque, de defesa, de deslocamento etc.) é executada. É também uma forma de perceber o ambiente por completo e, por assim dizer, de desenvolver olhos atrás da cabeça.

## Técnica
Assim como um franco-atirador deve mirar precisamente seu alvo, antes de desferir um disparo, um carateca deve visar seu objetivo, o ponto que deseja atingir com um ataque ou para onde desviar um golpe contrário. Não se trata de um comportamento natural, eis que se olha para um alvo por reflexo, o que denunciaria as intenções. O carateca deve, pois, treinar arduamente para subjugar os impulsos.
Quando se começa uma luta, a visão de um lutador deve se dirigir exatamente para os olhos de seu adversário, para, assim, conseguir uma abrangência total do corpo deste último e, consequentemente, poder visualisar quaisquer movimentos, desde a ponta dos pés até o topo da cabeça. Já durante os treinamentos, a visão deve ser balanceada de forma a poder se concentrar na técnica estudada. Neste sentido, pode ser compreendido como contacto visual.
Ainda quando em uma situação de luta, o olhar deve ser fixo no oponente com a finalidade de esconder a real intenção, qual técnica será executada. Isto, contudo, não se traduz em desviar o olhar, mas em não deixar as emoções transparecerem e com isso dar informações ao outro. De certa forma, trata-se de circunstância idêntica a fazer «cara de pôquer».
Trata-se de uma técnica auxiliar das demais, haja vista que direcionando o olhar, focando na técnica, isso mormente nos treinos, o praticante cuidará de desenvolver um direcionamento da energia. É aprimorada e ajuda a aprimorar os treinos de kata. Deste modo, o estado de atenção (zanshin) é melhorado.